# Villosa iris
Villosa iris är en musselart som först beskrevs av I. Lea 1829.  Villosa iris ingår i släktet Villosa och familjen målarmusslor. Inga underarter finns listade i Catalogue of Life.